# Spanyolországi forgalmi rendszámok
A gépjárművek rendszámtáblái a jármű rendszámának feltüntetésére szolgálnak Spanyolországban, és 1900 óta kötelező. A legtöbb közutakon használt gépjárműre a törvény előírja, hogy rendszámmal legyenek ellátva. A járművek nyilvántartásba vételéért és számozásáért felelős kormányhivatal a Közlekedési Főigazgatóság.  Spanyolországban soha nem adtak ki személyes/magán rendszámtáblákat, és az állami regisztrációs számoktól és a diplomáciai rendszámoktól eltekintve minden jármű megfelel az új regisztrációs formátumnak, amelyet 2000. szeptemberében vezettek be.

## Jelenlegi rendszer

aktuális spanyol rendszám

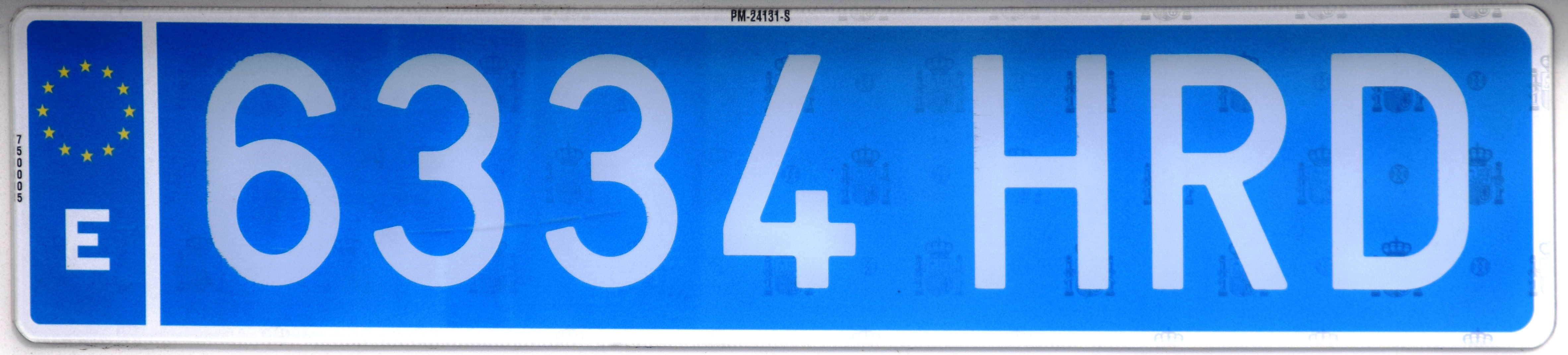
taxi rendszám

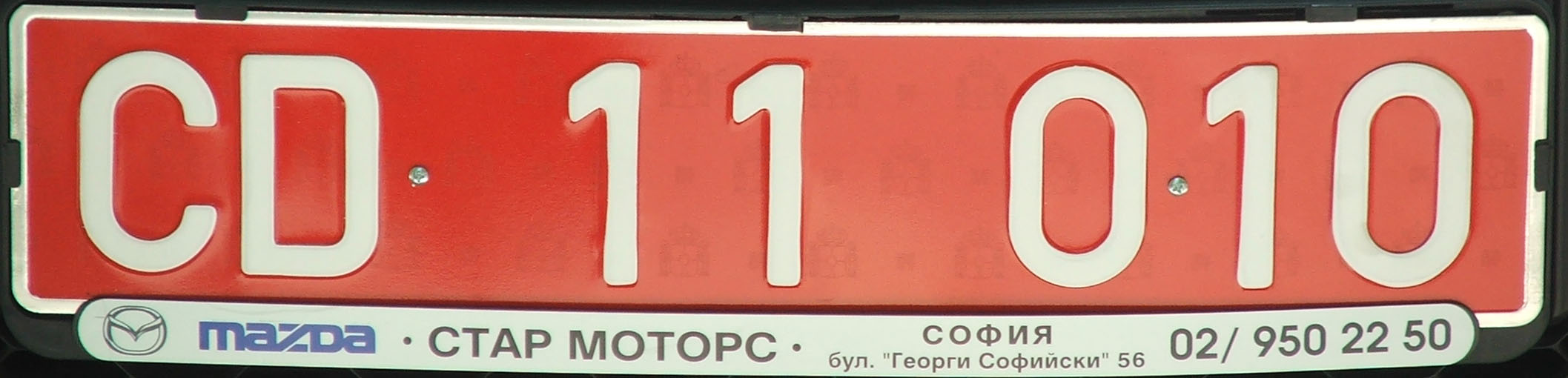
diplomata rendszám

Jelenleg szám és betű formátumot használnak XXXX-LLL, ahol: a sorszám 0000 és 9999 közötti lehet,a betű kombináció pedig három LLL betűből áll és növekszik. Miután az "A" sorszám eléri a 9999-et utána B, C, D, F, G, H, J, K, L, M, N, P, R, S, T, V, W, X, Y és Z jön így összesen 80 millió lehetséges regisztrációhoz használják a rendszert. A diplomata rendszám kék és LL-XXX-XXX formátumot használja, a konzulátusi rendszám pedig zöld alapon CC-XX-XXX formátumú.
Ezt a 2000. szeptember 18-án bevezetett formátumot országszerte használják, így nem derül ki hogy melyik autó melyik tartományból való.
2019. szeptemberében a hárombetűs számláló elérte az L-sorozatot, amely az LBB-vel kezdődött. A jelenlegi sebességgel, körülbelül a rendszer 2040 körül telítődik. 
A rendszámtáblák fehérek, fekete betűkkel, elöl és hátul, bal oldalán kék csíkkal amely tartalmazza az Európa zászló 12 csillagát és az "E" országos azonosítót (Spanyolország). Ez a jelölés kötelező. A rendszámok általában téglalap alakúak , de vannak olyan négyzet alakúak is a ami például motorkerékpárokhoz vagy egyes autóknak keskeny helye miatt alkalmazhatók.
| betű | megnevezés           | színek                   |
| ---- | -------------------- | ------------------------ |
| C    | Moped és 50cm3 alatt | sárga alap, fekete betűk |
| E    | Mezőgazdasági        | fehér alap, piros betűk  |
| H    | Old timer            | fehér alap, fekete betűk |
| P    | Ideiglenes           | zöld alap, fehér betűk   |
| R    | Pótkocsi             | fekete alap, piros betűk |
| T    | Turisztikai          | fehér alap, fekete betűk |
| V    | Autókereskedők       | piros alap, fehér betűk  |
|      | Taxi                 | kék alap, fehér betűk    |

A spanyol taxikon az "SP" kiegészítő matrica a "Servicio Público"-t jelenti, azaz hogy "közszolgálati" feladatot lát el.

## Korábbi rendszerek
Az országban kétféle rendszer alapján adták a rendszámokat, az elsőt 1900-1971-ig míg a második rendszert 1971-től 1990-ig. 

### 1900-1971

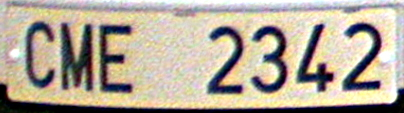
rendőri rendszám

Ezt a rendszert 1900-ban vezették be, itt még jelölték az autók rendszámain hogy melyik területről való volt. Itt először három betű és négy szám volt. XXX-NNNNN A betűk a tartományok fővárosát jelölték. 1971. októberében megszüntették ezt a rendszert mivel a madridi és a barcelonai rendszámok elérték a maximum kiadható mennyiséget.

### 1971-2000
A másik rendszámot 1971-től alkalmazták amely a XXX-NNNN-YY típust használta. Ebben a rendszerben a XXX tartományt jelölte. Bizonyos esetekben azonban csak két betűből állt, amelyet csak speciális autók kaptak, mint például a hadsereg az ET vagy a rendőrautóké ami DGT volt. A rendszámtípus végén a  YY  kód egy számlálósorozat volt. Ezáltal sokkal több rendszám kiadására volt lehetőség. 
Egyetlen "számláló"  YY  sorozatban sem használták a "Q" és az "R" betűket mivel hasonlít az "O" magánhangzóra és a 0 számjegyre.
Ez a rendszer 2000. szeptemberéig tartott, addigra Madridban újra elfogyott a regisztrációs lehetőség. 

### Régi tartományi kódok

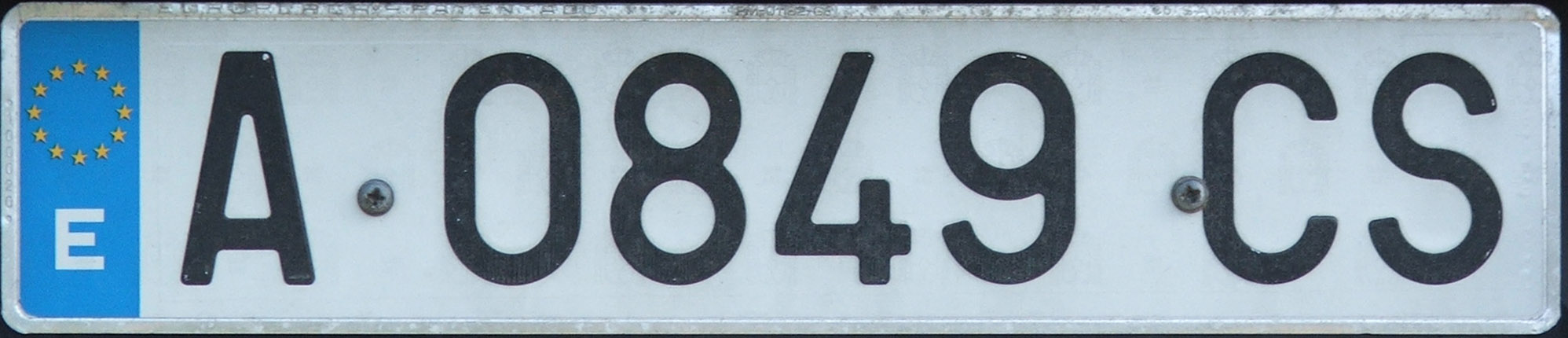
Alicante tartományi rendszám

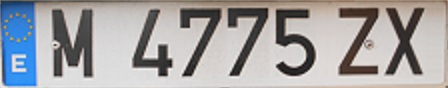
Madridi rendszám

| Kód | Tartomány                                  | Megjegyzések         |
| --- | ------------------------------------------ | -------------------- |
| A   | Alicante                                   |                      |
| ALB | Albacete                                   | 1926-ig AB.          |
| AB  | Albacete                                   | 1926-tól             |
| AL  | Almería                                    |                      |
| AOE | Spanyol szahara                            | 1951-ig I és SHA.    |
| AV  | Ávila                                      |                      |
| B   | Barcelona                                  |                      |
| BA  | Badajoz                                    |                      |
| BI  | Bilbao                                     |                      |
| BU  | Burgos                                     |                      |
| C   | La Coruña                                  |                      |
| CA  | Cádiz                                      |                      |
| CAC | Cáceres                                    | 1926-ig CC.          |
| CC  | Cáceres                                    | 1926-tól             |
| CAS | Castellón de la Plana/Castelló de la Plana | 1926-ig CS.          |
| CS  | Castellón de la Plana/Castelló de la Plana | 1926-tól             |
| CE  | Ceuta                                      | 1922-től             |
| CO  | Córdoba                                    |                      |
| CR  | Ciudad Real                                |                      |
| CU  | Cuenca                                     |                      |
| FP  | Bioko                                      | 1961-1969-ig         |
| GC  | Las Palmas                                 | 1926-tól             |
| GE  | Gerona/Girona                              | 1992-ig GE.          |
| GI  | Gerona/Girona                              | 1992-től             |
| GR  | Granada                                    |                      |
| GU  | Guadalajara                                |                      |
| H   | Huelva                                     |                      |
| HU  | Huesca                                     |                      |
| I   | Ifni (spanyol tartomány Marokkóban)        | 1951-ig I.           |
| IF  | Ifni (spanyol tartomány Marokkóban)        | 1961-1969 között     |
| IB  | Baleár-szigetek vagy Palma de Mallorca     | 1997-ig              |
| PM  | Baleár-szigetek vagy Palma de Mallorca     | 1997-től             |
| J   | Jaén                                       |                      |
| L   | Lérida/Lleida                              |                      |
| LE  | León                                       |                      |
| LO  | La Rioja                                   |                      |
| LR  | La Rioja                                   | helyettesíti az LO-t |
| LU  | Lugo                                       |                      |
| M   | Madrid                                     |                      |
| MA  | Málaga                                     |                      |
| ME  | Spanyol Marokkó                            | Ceuta és Melilla     |
| MU  | Murcia                                     |                      |
| O   | Oviedo                                     |                      |
| OR  | Orense/Ourense                             | 1998-ig              |
| OU  | Orense/Ourense                             | 1998-tól             |
| P   | Palencia                                   |                      |
| PA  | Navarra                                    | 1918-ig              |
| NA  | Navarra                                    | 1918-tól             |
| PO  | Pontevedra                                 |                      |
| RM  | Rio Muni                                   | 1961–1969            |
| S   | Santander                                  |                      |
| SA  | Salamanca                                  |                      |
| SE  | Sevilla                                    |                      |
| SEG | Segovia                                    | 1926-ig              |
| SG  | Segovia                                    | 1926-tól             |
| SH  | Spanyol szahara                            | korábban AOE         |
| SO  | Soria                                      |                      |
| SS  | Donostia/San Sebastián                     |                      |
| T   | Tarragona                                  |                      |
| TE  | Tenerife                                   | 1926-ig GC vagy TF   |
| TER | Teruel                                     | 1926-ig              |
| TE  | Teruel                                     | 1926-tól             |
| TO  | Toledo                                     |                      |
| V   | Valencia                                   |                      |
| VA  | Valladolid                                 |                      |
| VI  | Vitoria                                    |                      |
| Z   | Zaragoza                                   |                      |
| ZA  | Zamora                                     |                      |